# Chiraleș
Chiraleș – wieś w Rumunii, w okręgu Bistrița-Năsăud, w gminie Lechința. W 2011 roku liczyła 443 mieszkańców.